# Піщанська вулиця (Мелітополь)
Піщанська вулиця — вулиця у Мелітополі, в історичному районі Піщане. Починається як продовження вулиці Крилова на її перехресті з вулицею Павла Сивицького, йде по горі на краю долини Молочної ріки і закінчується на границі Мелітополя з селищем Садовим. Забудована переважно одноповерховими будинками.

## Історія
Перша відома згадка вулиці датується 20 грудня 1946 року. До 1965 року нинішні провулок Бадигіна та провулок Павла Сивицького також були частиною Піщанської вулиці, але 21 жовтня 1965 року були виділені в окремі провулки.

## Транспорт
Вздовж всієї вулиці проходить автобусний маршрут №№ 21. Його кінцева зупинка знаходиться на в'їзді з Мелітополя в селище Садове.